# Triesenberg

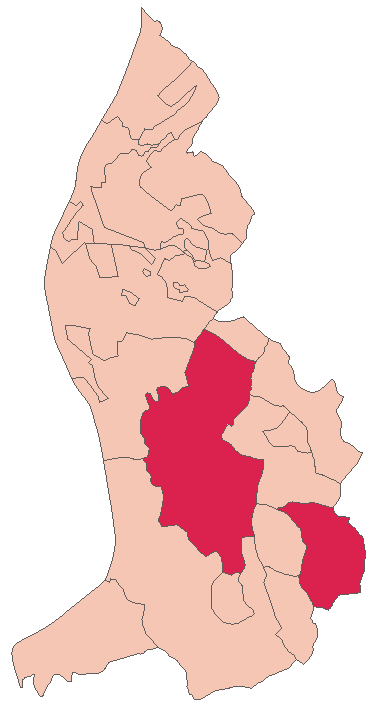
Triesenberg

Triesenberg é uma comunidade do Liechtenstein, tem uma superfície de 29,8 km² e uma população de 2.596 h (2001.). Alcança uma altitude máxima de 884 m.

## Ligações externas

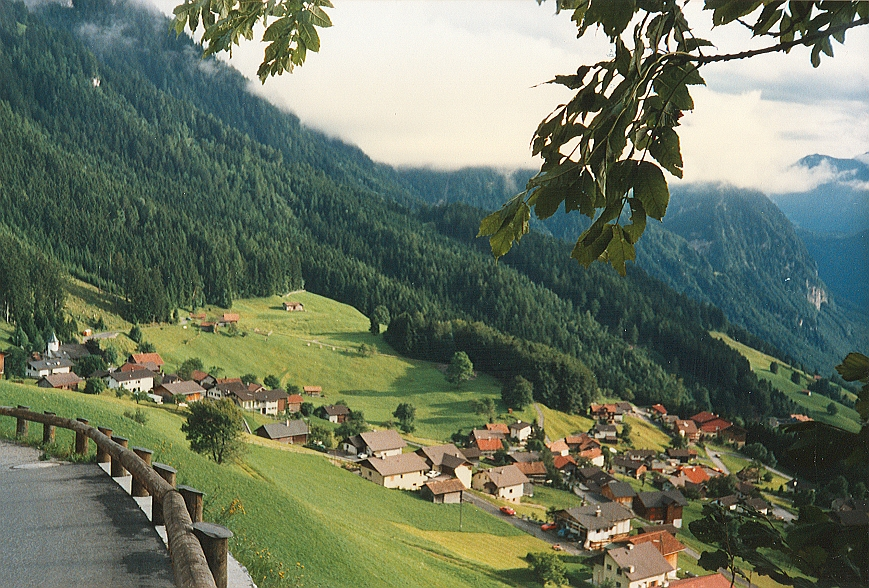
Triesenberg, Liechtenstein